# Estado canalla

en la actualidad (rosa oscuro):

 Afganistán

 Bielorrusia

 República Popular China

 Corea del Norte

 Cuba

 Irán

 Nicaragua

 Rusia

 Venezuela

En épocas anteriores (rosa claro):

 Irak

 Libia

 Siria

 Sudáfrica

 Sudán

 Yemen del Sur

 Yugoslavia

Acusados por Turquía de ser Estados canallas (azul)

 Armenia

 Chipre

 Grecia

 Israel

Acusados por Estados Unidos de ser Estados canallas
en la actualidad (rosa oscuro):
Afganistán
Bielorrusia
República Popular China
Corea del Norte
Cuba
Irán
Nicaragua
Rusia
Venezuela
En épocas anteriores (rosa claro):
Irak
Libia
Siria
Sudáfrica
Sudán
Yemen del Sur
Yugoslavia
Acusados por Turquía de ser Estados canallas (azul)
Armenia
Chipre
Grecia
Israel

"Estado canalla", "gamberro" o "villano" (en inglés rogue state) es una controvertida expresión peyorativa aplicada en las relaciones internacionales a los Estados acusados de ser una amenaza a la paz mundial. La inclusión en tal categoría se hace, teóricamente, por la aplicación de criterios de difícil verificación en la práctica, como ser un Estado dominado por un régimen autoritario que restrinja severamente los derechos humanos, propiciar el terrorismo o pretender la producción y proliferación de armas de destrucción masiva. El término es usado sobre todo por los Estados Unidos aunque también ha sido aplicado por otros países.
Los "Estados canallas" se diferencian de los "Estados parias" (como Birmania o Zimbabue) en que estos últimos, aunque supuestamente cometan abusos contra los derechos humanos de su población, no son una amenaza tangible más allá de sus fronteras. No obstante, ambos términos se han usado indistintamente.
Tampoco deben confundirse con los Estados fallidos (como Somalia), que no pueden ni siquiera ejercer su poder dentro de su propio territorio, aunque en este caso sí sean una amenaza grave para la paz.

## Uso del término por Estados Unidos
Durante la presidencia de Ronald Reagan se usó en alguna ocasión, en contextos retóricos, la expresión outlaw states (Estados proscritos/forajidos, literalmente fuera de la ley), pero fue durante la presidencia de Bill Clinton (1993-2001) cuando el concepto se definió con más precisión y se acompañó de una primera lista de países: Corea del Norte, Irak, Irán y Libia, que en primer lugar apareció en un artículo del Consejero de Seguridad Nacional Anthony Lake en Foreign Affairs (1994).
En la segunda mitad de la década de 1990, la documentación generada por el Gobierno de Estados Unidos fue añadiendo a esa lista de Estados canallas a Yugoslavia, Afganistán y Sudán. A partir de la caída de Slobodan Milošević (5 de octubre de 2000) Yugoslavia dejó de incluirse en la lista. Lo mismo se hizo con Afganistán e Irak tras el inicio de las invasiones de Afganistán (2001) y de Irak (2003), respectivamente. Libia fue retirada de la lista como resultado de la aproximación diplomática del régimen del coronel Gadafi a Occidente, volvió a ser incluida al iniciarse la rebelión de 2011 y nuevamente fue retirada como consecuencia de la victoria de la rebelión-invasión.
En los últimos seis meses de la administración Clinton, la entonces secretaria de Estado Madeleine Albright anunció que el término dejaría de ser utilizado en junio del año 2000 y sería sustituido por Estados preocupantes (states of concern). Sin embargo, la administración Bush retomó con prontitud la expresión anterior (rogue states). El Gobierno de EE. UU. percibe la amenaza de estos países como la justificación de su política exterior e iniciativas militares, así como su programa de misiles antibalísticos, que se mantiene sobre la base de la teoría de que estos Estados no serán disuadidos mediante la Doctrina Eisenhower.[cita requerida]
Al concepto de Estados canallas se sumó el de eje del mal, utilizado inicialmente por George W. Bush durante su discurso del estado de la nación de enero de 2002 para designar a Irak, Irán y Corea del Norte. Ya en 1983 Ronald Reagan había denominado a la Unión Soviética imperio del mal.

## Críticas
Al ser el Gobierno estadounidense el más notorio promotor de ambos términos (Estados canallas y eje del mal), su uso no se percibe como neutral, siendo fuertemente criticado por los que están en desacuerdo con su política exterior, argumentando que se refieren meramente a países opuestos u hostiles a los Estados Unidos, sin suponer necesariamente una amenaza real para la paz. Tanto los Gobiernos de los países afectados (particularmente Irán), como algunos intelectuales occidentales (sobre todo William Blum), han argumentado que el término es aplicable a los propios Estados Unidos y a uno de sus principales aliados, Israel. Los conceptos de Estado canalla y eje del mal han sido considerados una mera justificación del imperialismo y una útil expresión de propaganda por el filósofo Jacques Derrida o el lingüista Noam Chomsky.

## Uso por otros Gobiernos
Mientras que el término es empleado en los medios de muchos países, sólo ha sido usado oficialmente por el Reino Unido, Ucrania y otros países occidentales. Sin embargo, la expresión ha sido criticada por Francia, Rusia y China.